# محمد هژبر ابراهیمی
محمد هژبر ابراهیمی (۱ فروردین ۱۳۰۵ – ۲۷ فروردین ۱۴۰۲) مجسمه‌ساز ایرانی بود.

## زندگی
او متولد ۱۳۰۵ پاریز و فارغ‌التحصیل رشته مجسمه‌سازی دانشکده هنرهای زیبای دانشگاه تهران در سال ۱۳۴۸ است. از کودکی شاگرد استاد علی‌اکبر صنعتی بوده و نقش مؤثری نیز در برپایی موزه «آثار استاد صنعتی» در میدان توپخانه تهران و همچنین موزه صنعتی کرمان داشته‌است. وی در نخستین سمپوزیوم مجسمه‌سازی کرمان نیز حضور داشت و مجسمه‌ای فلزی به نام پرستو خلق کرد که این مجسمه نیز در کرمان نصب شده‌است. همچنین مجسمه عیسی ماهانی را با فایبرگلاس و به طول ۴ متر ساخته‌است که در پارک مشاهیر کرمان نصب شده‌است. این مجسمه آخرین مجسمه شهری این هنرمند به‌شمار می‌رود. از دیگر فعالیت‌های این هنرمند می‌توان به برگزاری چندین نمایشگاه انفرادی و گروهی در تهران، اصفهان و رفسنجان اشاره کرد.

## آثار
- تندیس امیرکبیر در رفسنجان
- تندیس صنایع دستی در کرمان
- تندیس نبرد گاوها در جزیره ناژوان زاینده‌رود اصفهان
- مجسمه «هزار دستان» و «سگ لمیده» در اصفهان
- تندیس حکیم ابوالقاسم فردوسی در دانشگاه اصفهان[۴]